# Coses a fer abans de morir
Coses a fer abans de morir és una pel·lícula de comèdia dramàtica espanyola del 2020 rodada en valencià i dirigida per Cristina Fernández Pintado (autora del guió) i Miguel Llorens. La producció i distribució va comptar amb la participació d'À Punt Mèdia i TV3.

## Sinopsi
En una trobada estiuenca s'apleguen un grup de sis amics en la trentena: la Sabrina, dissenyadora gràfica; la Isabel i el Rober, parella amb objectius divergents; Nàdia, que té una botiga de roba i una filla de cinc anys; l'hoteler Saúl, el Marcos i l'homosexual Sam, que pateix un tumor cerebral terminal. Sam proposa als seus amics un joc: cadascú haurà d'escriure en un paper alguna cosa que els agradaria fer abans de morir. Mesos després del funeral per la seva mort, el Marcos proposa a la resta del grup complir la promesa com a homenatge a Sam. Aplegats de nou un cap de setmana, posaran sobre la taula intimitats i secrets ocults que canviaran les seves vides per sempre.

## Repartiment
- Sergio Caballero - Sam
- Cristina Fernández Pintado - Isabel
- Manuel Maestro - Saúl
- Oriol Tarrasón
- Àngel Fígols i Llorach

## Producció i llançament
Fou exhibida per primer cop a la secció informativa de la XXXV edició de la Mostra de València el 24 de novembre de 2020. També fou exhibida al Málaga Festival Industry Zone del Festival de Màlaga i va ser seleccionada per participar al Festival Internacional de Cinema en Català Costa Daurada (FIC-CAT 2021). Fou estrenada comercialment a Filmin el 15 de març de 2021.

## Premis
| Any  | Premi                                           | Categoria                    | Nominació                  | Resultat  | Ref.        |
| ---- | ----------------------------------------------- | ---------------------------- | -------------------------- | --------- | ----------- |
| 2020 | 3a edició dels Premis de l'Audiovisual Valencià | Millor llargmetratge         | Coses a fer abans de morir | Nominat   | [ 6 ] [ 7 ] |
| 2020 | 3a edició dels Premis de l'Audiovisual Valencià | Millor actor protagonista    | Sergio Caballero           | Guanyador | [ 6 ] [ 7 ] |
| 2020 | 3a edició dels Premis de l'Audiovisual Valencià | Millor música original       | Josep Zapater              | Guanyador | [ 6 ] [ 7 ] |
| 2020 | 3a edició dels Premis de l'Audiovisual Valencià | Millor actriu de repartiment | Àngel Fígols i Llorach     | Guanyador | [ 6 ] [ 7 ] |
| 2020 | 3a edició dels Premis de l'Audiovisual Valencià | Millor actriu de repartiment | Cristina Fernández Pintado | Guanyador | [ 6 ] [ 7 ] |
| 2021 | Festival de Cinema d'Alacant                    | Tesela d'Or                  | Coses a fer abans de morir | Guanyador | [ 8 ]       |

## Ressenyes
| « | "Encara que el seu títol sembli una cosa trista, l'òpera prima de Cristina Fernández Pintado i Miguel Llorens és un cant a l'amistat sincera i -en el fons- festiva, malgrat els envits cruels de la vida | » |